# زامیتس
زامیتس (نام علمی: Zamites) نام یک سرده از رده پیدازادان است.